# Fisker Inc.
Fisker Inc. es un fabricante de automóviles eléctricos fundado por Henrik Fisker, lanzado en 2016 y con sede en California. Fisker Inc. es un relance de la marca Fisker, la cual anteriormente fabricó el Fisker Karma bajo Fisker Automotive (fundada en 2007). 
Fisker Inc. está desarrollando el Fisker EMotion, un sedán eléctrico, que tendrá una autonomía de 650 km (aprox. 400 millas); así como una lanzadera  autónoma eléctrica denominada Orbit.
Además de diseñar y desarrollar vehículos eléctricos, Fisker Inc. ha inscrito patentes de baterías de estado sólido para su uso en automóviles, electrónica de consumo, y otras industrias.
En marzo de 2024, Fisker suspendió la producción durante seis semanas debido a dificultades financieras y acumulación de inventario. La empresa intentó obtener financiamiento adicional y reducir costos, pero no logró estabilizar su situación financiera.

## Modelos

### Fisker EMotion
Lujoso deportivo de altas prestaciones y gran autonomía. Se presentó un prototipo en el CES de Las Vegas de 2018. 

### Fisker Ocean

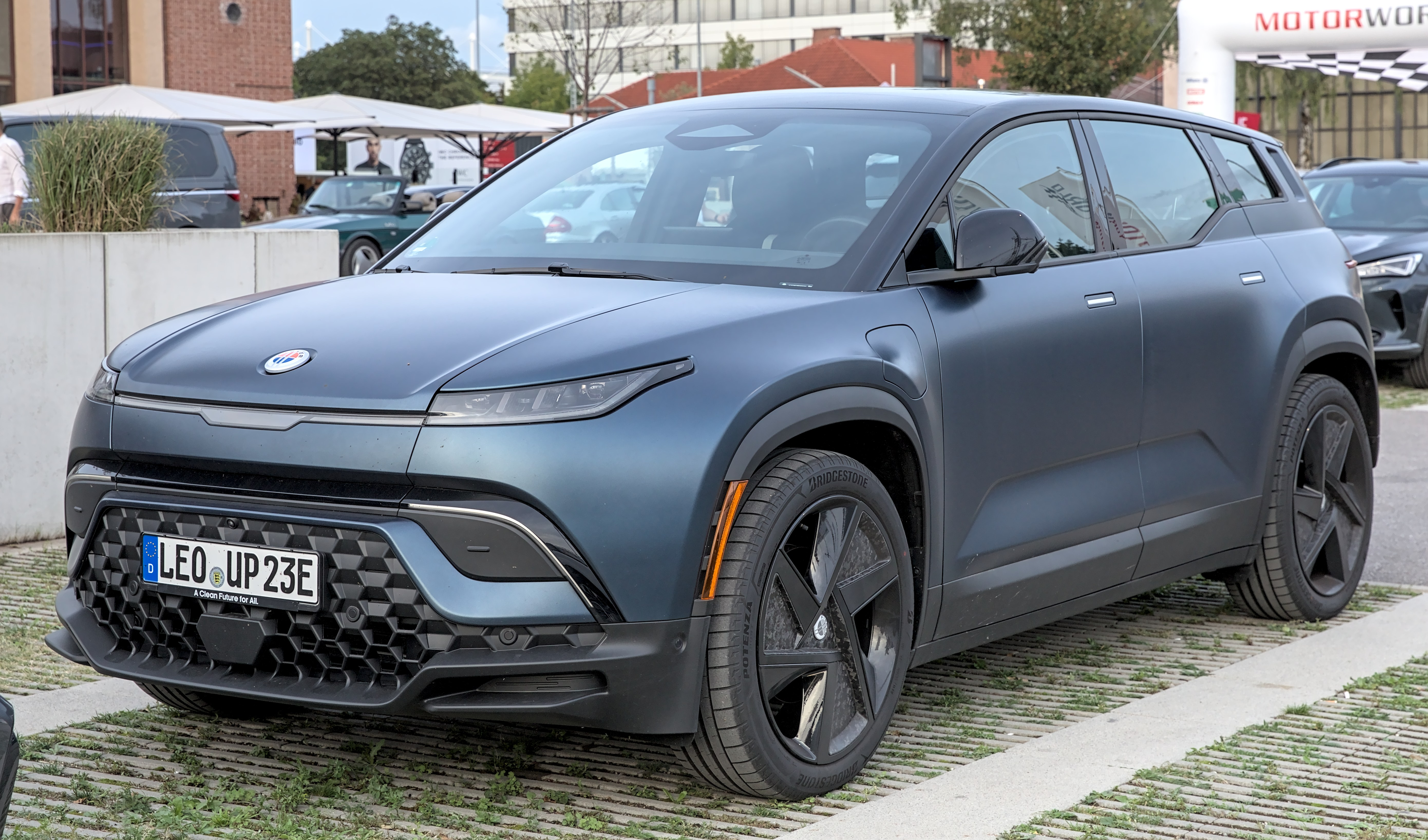
Fisker Ocean

En noviembre de 2021 se presentó la versión de producción. Es un lujoso SUV del segmento D. Hay tres versiones, la de mayor capacidad tiene una autonomía de 563 km según EPA y acelera 0-100 km/h en 3,6 segundos.

## Tecnología

### Batería de estado sólido
El 13 de noviembre de 2017, Fisker Inc. anunció que  había inscrito patentes de diseños de baterías de estado sólido flexibles, esperando producir baterías a gran escala antes de 2023. En el equipo de desarrollo de Fisker está el Dr. Fabio  Albano, uno de los fundadores de Sakti3, la empresa de arranque de baterías de estado sólido vendida a Dyson en 2015. Las baterías de estado sólido tienen una densidad de energía más grande y tiempos de carga más rápidos que las de litio-ion. Fisker declaró que las baterías que está desarrollando tendrán una densidad energética 2,5 veces mayor, un tamaño menor y un coste inferior a las baterías de estado líquido de litio convencionales, y serán capaces de proporcionar una autonomía de 800 km (500-milla), con un recarga de un minuto.
En 2018, Fisker anunció que utilizará baterías de estado sólido en 2020.